# Gardneria multiflora
Gardneria multiflora är en tvåhjärtbladig växtart som beskrevs av Tomitaro Makino. Gardneria multiflora ingår i släktet Gardneria och familjen Loganiaceae. Inga underarter finns listade i Catalogue of Life.